# Frère Sennen
Étienne Marcellin Granié-Blanc, religiöst namn Frère Sennen, född 13 juli 1861 i Coupiac, död 16 januari 1937 i Marseille, var en fransk botaniker och medlem av den katolska orden Fratres Scholarum Christianorum.
Auktorsnamnet Sennen kan användas för Frère Sennen i samband med ett vetenskapligt namn inom botaniken; se Wikipediaartiklar som länkar till auktorsnamnet.